# AS CFR Brașov
Asociația Sportivă CFR Brașov, cunoscută ca CFR Brașov, a fost o echipă de fotbal din Brașov, România.

## Istorie

### Perioada de început
Echipa de fotbal a atelierelor Căilor Ferate Române din Brașov a fost înființată în anul 1921 și afiliată la F.S.S.R. în 1923. Până în 1934, când se inaugurează campionatul Diviziei B, participă la competiții pe plan local și regional.

### Perioada de glorie
Începând din 1934-1935 face parte din prima serie a Diviziei B, ocupând locurile: 2 (1934-1935), 3 (1935-1936) și 2 (1936-1937). În sezonul 1937-1938 (cu jucătorii nou-veniți - Fănescu, Costea, Georgescu, Remeny), echipa evoluează în Divizia A și ocupă locul 9 în seria a II-a, retrogradând. Activând din nou în Divizia B, ocupă locul 8 în 1938-1939, în urma căruia cade în campionatul districtual. Revine după un an în eșalonul secund, situându-se în 1940-1941 pe locul 3 în seria a II-a.
În sezonul 1941-1942, desfășurat în sistem Cupă, ACFR Brașov a luat locul ISCT (Industria Sârmei Câmpia Turzii), incapabilă de a îndeplini normele cerute de promovarea în primul eșalon. A doua prezență a ceferiștilor brașoveni în Divizia A e și mai scurtă decât prima, dat fiind faptul că nu reușesc să treacă de faza optimilor, pierzând pe terenul celor de la FC Ploiești cu 2-4. Cu toate astea, ACFR-ul ia startul și la ediția 1942-1943, însă nici sistemul divizionar nu i-a ajutat mai mult pe ceferiști, aceștia clasându-se ultimii, retrogradând în Divizia B.

#### În Cupa României
ACFR este prima echipă din Brașov care a trecut de șaisprezecimile Cupei României, la prima ediție. În meciul de la 1 aprilie 1934 cu Jiul Petroșani ceferiștii băteau în Valea Jiului cu 1-0. În optimi, ACFR-ul a întâlnit campioana din 1931 și vice-campioana din 1932, UD Reșița, în fața căreia pierde cu 0-3.
În sezonul următor a dat în primul tur, pe 28 martie 1935, de Ripensia Timișoara ce avea să fie finalista acelei editii, pierzând cu 4-1.

### Decăderea
După război, apare sub denumirea de CFR Brașov în Divizia C (seria a XII-a), ocupând locul 6 în 1946-1947. În 1947 este din nou în Divizia B, seria I, ocupând în final locul 12. Revenită în Divizia C, seria a V-a, ocupă locul 7 în 1948-1949 și este pentru ultima oară componentă a unui campionat de nivel național. Începând din 1949, odată cu desființarea Diviziei C, cade în anonimat, ducând o existență numai pe plan local.
În primăvara anului 2013 clubul CFR Brașov își încheie activitatea, după o existență de 93 de ani, din cauza problemelor economice și a lipsei de sprijin financiar.

## Palmares și statistici
Competiții naționale
 Campionatul României
- Locul 9 (1): 1937-1938

 Liga a II-a
 Vicecampioni (2): 1934-1935, 1936-1937
 Locul 3 (2): 1935-1936, 1940-1941
 Liga a III-a
- Locul 6 (1): 1946-1947

 Cupa României
- Optimi (1): 1933-1934

## CFR Brașov în Cupa României
| Cupa României 1933-1934 |     |                           |                   |
| Șaisprezecimi           |     |                           |                   |
| Jiul Petroșani          | 0-1 | CFR Brașov                | 1 aprilie 1934    |
| Optimi                  |     |                           |                   |
| UDR Reșița              | 3-0 | CFR Brașov                | 6 mai 1934        |
| Cupa României 1934-1935 |     |                           |                   |
| Șaisprezecimi           |     |                           |                   |
| Ripensia Timișoara      | 4-1 | CFR Brașov                | 28 martie 1935    |
| Cupa României 1935-1936 |     |                           |                   |
| Șaisprezecimi           |     |                           |                   |
| CFR Brașov              | 0-1 | Crișana Oradea            | 22 martie 1936    |
| Cupa României 1936-1937 |     |                           |                   |
| Șaisprezecimi           |     |                           |                   |
| CFR Brașov              | 1-3 | Unirea Tricolor București | 21 martie 1937    |
| Cupa României 1937-1938 |     |                           |                   |
| Șaisprezecimi           |     |                           |                   |
| Mica Brad               | 2-1 | CFR Brașov                | 14 noiembrie 1937 |

## Jucători

### Lotul 2016/17
- (P)Oprea Liviu
- (P)Marius Oros
- (F)Sorin Dumitrescu
- (F)Razvan Dumitrescu
- (F)Ioan Stefanuci
- (F)Marius Barsan
- (F)Ionut Bortofleac
- (F)Vlad Calfa
- (F)Marius Motoasca
- (F)Sergiu Tenchiu
- (M)Ionut Doca
- (M)Claudio Cionac
- (M)Ioan-Marian Gradinaru
- (M)Razvan Banesiu
- (M)Olimpiu Mititiuc
- (M)Adrian Apalaghiei
- (M)Cosmin Scarlat
- (M)Ionut Stegaru
- (A)Romeo Spetcu
- (A)Andrei Ionut Dima
- (A)Adrian Ulea
- (A)Emanuel Smantana
- Antrenor - Viorel Panzaru

```
P= portar, F= fundaș, M= mijlocaș, A= atacant
```